# ۱۶۱۰ (میلادی)
۱۶۱۰ (میلادی) هزار و ششصد و دهمین سال تقویم میلادی است.

## زادگان
- ۱ مارس – جان پل، ریاضی‌دان بریتانیایی (د. ۱۶۸۵)
- ۱ آوریل – شارل دو سنت-اورمون، نویسنده فرانسوی (د. ۱۷۰۳)
- ۲۲ آوریل – الکساندر هشتم، کشیش ایتالیایی (د. ۱۶۹۱)
- ۴ مارس – ویلیام دابسون، نقاش بریتانیایی (د. ۱۶۴۶)

## درگذشتگان == == منابع
- مشارکت‌کنندگان ویکی‌پدیا. «1610». در دانشنامهٔ ویکی‌پدیای انگلیسی، بازبینی‌شده در ۱۸ ژانویه ۲۰۱۵.
- ۱۴ مه – هانری چهارم فرانسه، سیاست‌مدار فرانسوی (ز. ۱۵۵۳)
- ۱۸ ژوئیه – کاراواجو، نقاش ایتالیایی (ز. ۱۵۷۳)